# برای شام بشین
برای شام بشین (به انگلیسی: Sit Down for Dinner) دهمین آلبوم استودیویی از گروهٔ موسیقی آلترناتیو راک آمریکایی بلاند ردهد می‌باشد که در ۲۹ سپتامبر سال ۲۰۲۳ از سوی سکشن۱ منتشر گردید و با تحسین منتقدان مواجه شده‌است. 
- مشارکت‌کنندگان ویکی‌پدیا. «Sit Down for Dinner». در دانشنامهٔ ویکی‌پدیای انگلیسی، بازبینی‌شده در ۱۲ مهٔ ۲۰۲۴.